# Isotiocianat de metil
Isocianat de metil, en anglès: Methyl isothiocyanate, és un compost d'organosofre amb la fórmula química CH₃N=C=S. És un agent lacrimogen potent. És precursor de molts compostos bioactius i és l'isotiocianat més important en la indústria.

## Síntesi
Es prepara industrialment per dues rutes:
CH₃S-C≡N → CH₃N=C=S
També es prepara per a la reacció de la metilamina amb disulfur de carboni.
El MITC es forma de manera natural per la degradació enzimàtica de la glucocaparina, un sucre modificat que es troba a la tàpera.

## Reaccions
Una reacció característica és amb amines per a donar metil tiurea:
CH₃NCS + R₂NH → R₂NC(S)NHCH₃

## Aplicacions
Les solucions de MITC, per exemple el Dazomet, es fan servir en agricultura com a fumigants, dels sòls, especialment com a protecció contra fongs i nematodes
Amb MITC es fan alguns herbicides. També es fan alguns productes farmacèutics com Zantac i Tagamet.

## Seguretat
El MITC és un perillós productor de llàgrimes (lachrymator) a més de ser verinós.